# Arkitektur i Tyskland

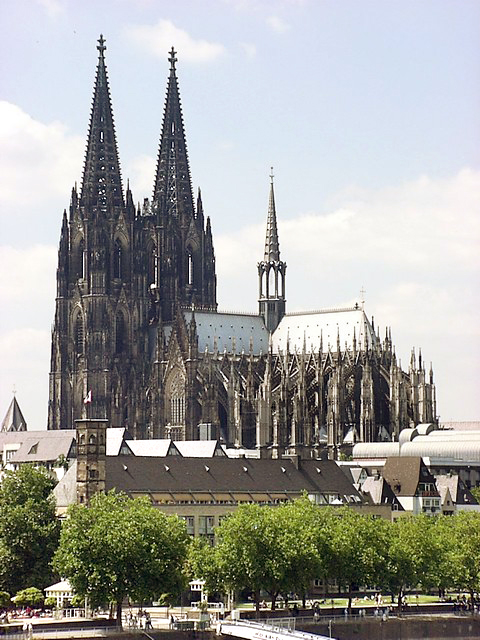
Kölnerdomen

Arkitektur i Tyskland omfattar byggnader och anläggningar i Förbundsrepubliken Tyskland och dess historiska föregångare. Tyskland är en av Europas folkrikaste stater, och har fått kulturella influenser från alla väderstreck.
Det organiserade byggandet i Tyskland började med romersk arkitektur.
Modernistisk arkitektur blev mycket framgångsrik med Bauhausskolan. Arkitektur i Nazityskland innebar ett fokus på monumental arkitektur och samtidigt ett avståndstagande från modernismen. Arkitekturen i Östtyskland präglades av socialistisk klassicism (1950-talet) och av modernism.

## Världsarv
- Aachens katedral (sedan 1978)[1]
- Bambergs historiska stadskärna (1993)[2]
- Museumsinsel i Berlin (1999)[3]
- Slotten Augustusburg och Falkenlust i Brühl (1984)[4]
- Bauhaus byggnader i Dessau och Weimar (1996)[5]
- Elbes dalgång i Dresden (2004)[6]
- Wartburg nära Eisenach (1999)[7]
- Martin-Luther-platser i Eisleben och Wittenberg (1996)[8]
- Stenkolsgruvan Zollverein i Essen (2001)[9]
- Rammelsbergsgruvan, gamla staden i Goslar och Oberharz vattenregale (1992)[10]
- Hildesheims domkyrka och Mikaeliskyrkan i Hildesheim (1985)[11]
- Kulturlandskapet Mittelrhein (2002)[12]
- Kölnerdomen (1996)[13]
- Klostret i Lorsch (1991)[14]
- Lübeck (1987)[15]
- Rådhuset och Rolandstatyn i Bremen (2004)[16]
- Limes i övre Germanien och Raetien (2005)[17]
- Klostret Maulbronn (sedan 1993)[18]
- Messels gruva (1995)[19]
- Palats och parker i Potsdam och Berlin (1990)[20]
- Quedlinburgs historiska stadskärna, slott och kyrka (1994)[21]
- Regensburgs historiska stadskärna (2006)[22]
- Klosterön Reichenau (2000)[23]
- Speyers domkyrka (1981)[24]
- De historiska stadskärnorna i Stralsund och Wismar (2002)[25]
- Romerska monument, domkyrkan och Vårfrukyrkan i Trier (1986)[26]
- Völklingens järnverk (1994)[27]
- Weimar (1998)[28]
- Vallfartskyrkan i Wies (1983)[29]
- Trädgårdsområdet Dessau-Wörlitz (2000)[30]
- Residenset i Würzburg (1981)[31]
- Muskauparken (2004)[32]
- Berlins modernistiska bostadsområden (2008)[33]